# Grumia rubicosta
Grumia rubicosta är en fjärilsart som beskrevs av Chen 1982. Grumia rubicosta ingår i släktet Grumia och familjen nattflyn. Inga underarter finns listade i Catalogue of Life.